# El Rocío
El Rocío je naselje v občini Almonte v provinci Huelva v pokrajini Andaluziji, Španija in se nahaja 55 km od mesta Huelva, v neposredni bližini narodnega parka Doñana. Naselje šteje 1608 prebivalcev (leto 2008). Je znano špansko romarsko središče. V času Marijinega romanja, po katerem kraj slovi, pa v  kraj pride tudi do milijon obiskovalcev, romarjev.

## Zemljepisni položaj
Naselje leži na vzhodni strani ceste A-483, ki povezuje Almonte s počitniškim krajem Matalascañas na obali Atlantskega oceana. Razen razširitev  robu ceste A-483 naselje nima asfaltiranih cestah, v celoti leži na pesku, mivki. Tako so najpogostejša prevozna sredstva v mestu terenska vozila in konjske vprege. Središče vasi se razteza okoli cerkve Ermita del Rocio, ki je tudi središče in cilj romanj. Samo mesto zavzema veliko površino, ker je večina hiš tekom leta nenaseljenih.
Dvonadstropne, tipične andaluzijske hiše na veliki površini dajejo mestu vtis zapuščenega mesta, ki ga povečujejo tudi za zahodna mesta netipične ulice, saj so netlakovane in neasfaltirane. Večina objektov je tekom leta praznih in zaživijo ob romanjih, saj so v lasti različnih bratovščin in romarjev.
Proti jugu je naselje neposredno ob narodnem parku Doñana z obsežnimi borovimi gozdovi in gozdovi poraslih s pinijevci. V zimskem času pa je trg pred cerkvijo večkrat zalit z vodo iz močvirnatih področij ustja reke Guadalquvir imenovanih »Las Marismas«.

## Zgodovina
Mesto se prvič omenja, oziroma kapela v prvi polovici 14. stoletja, ko je bilo znano pod imenom Rocinas. Kastiljski (španski) kralj Alfonso XI v svoji knjigi »Lov« omenja »kapelo Sancta Maria de las Rocias« (kapela sv.Marije v Rociousu). Leta 1587 je kralj Baltazar III Ruiz v kapeli ustanovil kaplanijo, sredi 17. stoletja pa je spremenil ime kraja iz Sancta Maria de las Rocias v »Virgen del Rocio«. Ustanovil je tudi prvo bratovščino v kraju in Virgen del Rocio  razglasil za zavetnika  Almonteja.

## Pomembnejši objekti
Osrednji objekt v kraju je cerkev »Ermita del Rocio«. V kraju so poleg turističnih pisarn locirani tudi hoteli, restavracije, bari, kot druge oblike prenočitvenih objektov. Proti severu vasi sta dva supermarketa in bencinska črpalka, kar predstavlja večinoma vso oskrbo kraja. 
Na zahodni strani ceste A-483, ob južnem robu naselja se nahaja muzej imenovan »Museo de El Rocio«.

## Romanje
El Rocío je znan romarski kraj predvsem v Andaluziji, vse bolj pa ga obiskujejo romarji iz celotne Španije, kot tudi že iz tujine. Romarji častijo »Virgin El Rocío« (Blažena devica Marija El Rocía), pogosto imenovano »Blanca Paloma« (Bela golobica).
Romanje (špansko romeria) vsako leto zbere okoli milijon romarjev. Romanje datira v leto 1653 in je prvotno bilo vsako leto 8.septembra, na dan, ko je bila Virgen del Rocio imenovana za zavetnico Almonteja.
Okoli 100 bratovščin pripotuje iz vse Španije in iz tujine. Potujejo po tradicionalno opredeljenih poteh, in pri tem obiščejo druge bratstva. Znan kraj, kamor pride več bratstev, je mestece Villamanrique de la Condesa v provinci Sevilla.
Romería (romanje)  kot tako se začne v nedeljo pred binkošti. Vendar pa romarji prihajajo iz celotne Andaluzije, kot tudi iz celotne Španije in tujine in danes običajno potujejo dodatno en do sedem dni pred binkošti, in sicer peš, na konju, s konjsko vprego (ali dandanes, v nekaterih primerih s sodobnimi načini prevoza). Romarji na splošno spijo na prostem. Veliko romarjem to potovanje pomeni najbolj pomemben del romanja.
Romarji potujejo v skupinah znanih kot verske bratovščine. Te prihajajo iz mnogih smeri, tako med drugim  iz smeri Moguerja in Huelve, iz smeri Cadiza in Sanlucarja de Barramede, iz Sevilje in pri tem nemalokrat prečkajo reko Guadalquivir. In recent years the Romería has brought together roughly a million pilgrims each year. Tako so leta 2016 zabeležili 117 bratovščin, leta 2008 pa 107. Največja posamezna bratovščina je bila leta 2010 iz Huelve, ki je štela okoli 14.000 romarjev. Prav tako so zabeležili bratovščino s 5.500 romarji iz Huelve, v kateri so bili izseljenci iz Nemčije. Po navadi je ena večjih bratovščin iz Sanlucarja de Barramede. Bratovščine običajno bratovščine štejejo med 1.000 in 3.000 romarjev. V zadnjih letih pa se romanja udeležujejo bratovščine iz tujine, predvsem iz Argentine, Brazilije, Portorika, Bolivije in tudi Avstralije.
Sama romarska slovesnost se praviloma začne v soboto opoldne. Od takrat, pa skoraj do polnoči vsaka bratovščina prinese iz svojega domovanja v vasi El Rocío v svetišče svojo »Simpicado«, kopijo Virgen (Blažene Device Marije). Pred cerkvijo Ermita del Rocío se pozdravijo z ostalimi bratovščinami in  se vrnejo v svoja domovanja. Vsi udeleženci nosijo znak (grb) Virgen del Rocío. Ob polnoči  prvotne, najstarejše bratovščine prinesejo svoje simbole v svetišče. Ta obred je znan kot obred Almonte rožnega venca.
Na binkoštno nedeljo, ob 10. uri je maša, na mestu, kjer je bila Virgin leta 1919 kronana.  Zvečer pa vsi udeleženci molijo rožni venec ob svečah, ko vsaka bratovščina gre do objekta imenovanega El Eucaliptal.
Tradicionalno ob sončnem vzhodu, v resnici pa nekje med drugo in tretjo uro zjutraj prinesejo kip na ulico. Od tam kip Virgen, ljudsko poimenovana Blanca Paloma potuje do vseh bratovščin. Nosijo jo na ramenih duhovniki bratovščin, ki molijo za zahvalo in v priprošnjo za naslednje leto.
Mnogi verniki se skušajo dotakniti kipa Blance Palome, ali vsaj njene obleke ali nosil na katerih jo nosijo, še posebej starejši in bolni. Tudi otroci naj bi z dotikom prejeli poseben blagoslov. 
Od torka romarji (bratovščine) potujejo domov.
Romarji običajno nosijo tradicionalno andaluzijske nošo. Vsi so obuti v čevlje. Moški nosijo kratke jakne in za vožnjo primerne, oprijete hlače. Ženske nosijo flamenko kostume ali rociera bata obleke (podobno flamenko obleki, vendar bolj praktične za hojo ali vožnjo) ali pa krilo rociera (okrašeno krilo).
14. junija 1993 je El Rocio obiskal papež Janez Pavel II..

## Turizem
El Rocío živi od romarskega turizma, čeprav traja le približno 14 dni na leto. 
Preostanek leta v mesto prihajajo vglavnem obiskovalci narodnega parka Doñana, vendar večina obiskovalcev ostane predvsem v turističnih krajih Costa de la Luz, Matalascañas ali Mazagón. V El Rocío najdete tudi informacijske centre za obiskovalce narodnega parka "La Rocina" in "Palacio Acebron National Park". Približno 11 km proti mestecu Matalascañas je še en center, "El Acebuche". V teh centrih so na voljo informacije o možnostih obiska narodnega parka in lahko rezervirate vodene izlete skozi narodni park.

## Kmetijstvo
Okoli vasi je veliko kmetijskih posestev, ki se  ukvarjajo predvsem z gojenjem sadja, ki je zelo cenjeno v Španiji in v tujini. Pretežna kmetijska kultura so jagode in  borovnice. 
Borovnice iz regije so izjemno cenjene, saj anadaluzijska klima omogoča kvaliteten in zgodnji pomladanski pridelek.  Sveže obrane jagode dostavljajo s kamioni neposredno v srednjo in severno Evropo.